# ファグラダルスフィヤル
ファグラダルスフィヤル（Fagradalsfjall、アイスランド語発音: [ˈfaɣratalsˌfjatl̥]）はアイスランドの南西アイスランド地域にある活火山である。
2021 年、2022 年、2023 年に噴火が起こるまで、8 世紀にわたって休火山であった。

## 地殻構造上の特徴
ファグラダルスフィヤルは南西アイスランドのクリースヴィーク-トロラディングヤ火山帯（Krýsuvík-Trölladyngja volcanic system）にある活火山で、ユーラシアプレートと北アメリカプレートの発散型境界である大西洋中央海嶺の真上（そもそもアイスランド自体がアイスランド・ホットスポットと呼ばれる活発な湧出帯により形成された陸地である）にある。

## 歴史

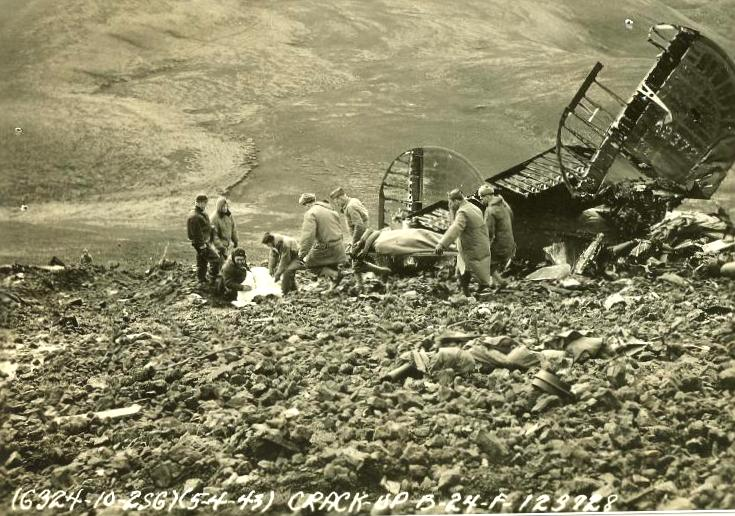
1943年の墜落事故で、犠牲者の遺体を回収する米陸軍当局者。

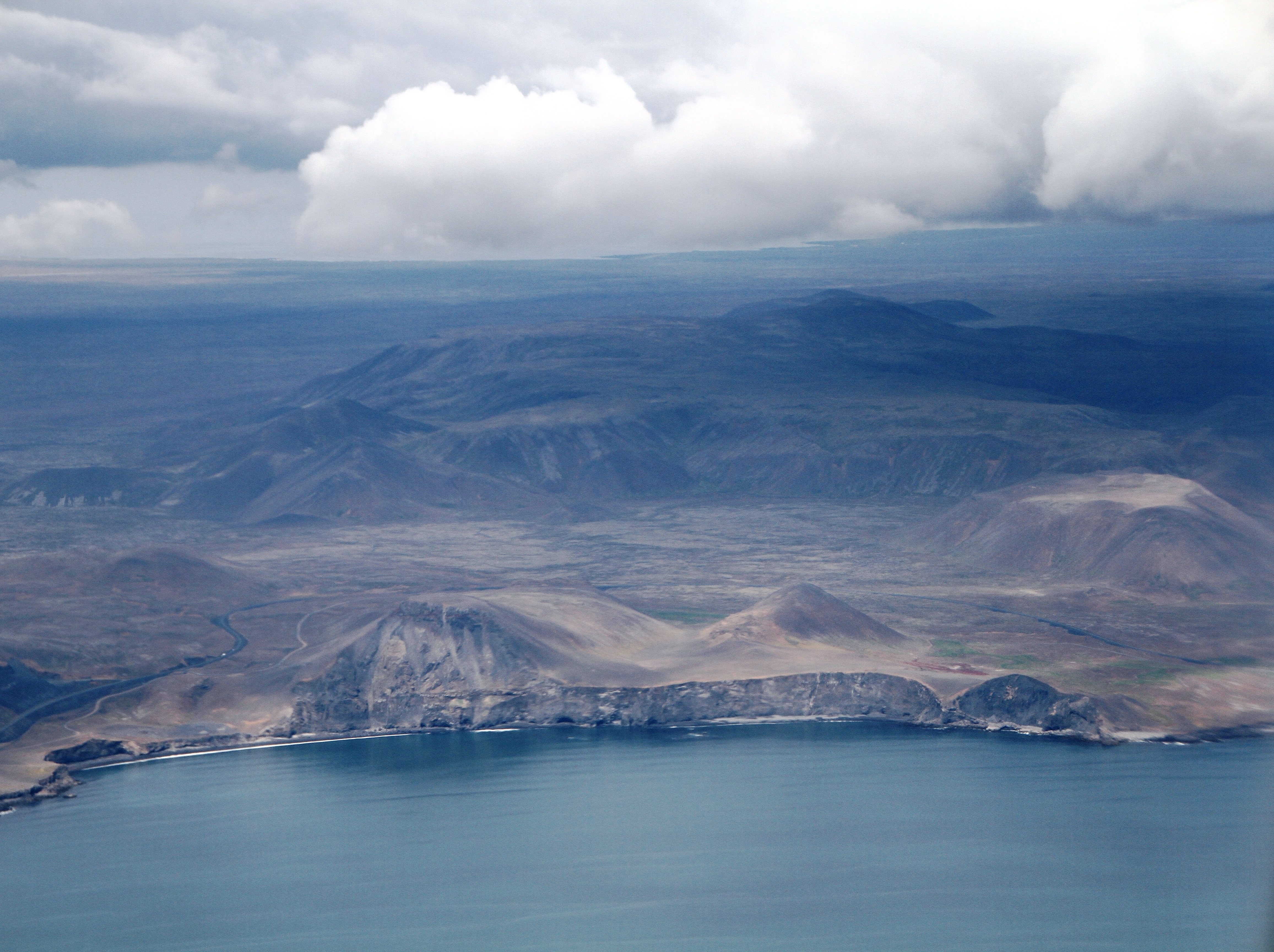
南方からの空撮。

1943年5月3日、米陸軍航空隊の創設者であるフランク・マクスウェル・アンドリュース中将らが搭乗したB-24 ホット・スタッフが山腹に墜落して、アンドリュース中将ほか14名が死亡した。同機は欧州戦線で31回もの戦略爆撃任務を完遂した後、戦時国債の販促活動のため本国でのツアー飛行を行うべく回航する途中であった。生存者は機尾機銃手のジョージ・アイゼルただ一人であった。

## 2020年から2021年の噴火活動
2019年12月から2021年3月にかけて、レイキャネース半島でマグニチュード5.6に達する群発地震が発生し、噴火の前兆であると懸念されていた。この群発地震は、マグマがレイキャネース半島の下を移動し、岩脈に貫入することによって発生しているものと考えられた。2021年2月4日にはマグニチュード5.6の地震により、軽微ながら家屋にも被害が出た。過去3週間で、地震計は40,000回以上の地震を記録していた。
2021年3月19日午後9時30分頃にケルティンカタリル（Geldingadalir）を火口として噴火が始まった。レイキャネース半島での火山噴火は約800年ぶり、ファグラダルスフィヤルの噴火は実に6,000年ぶりのことであった。午後9時40分にアイスランド気象局が噴火を発表し、長さ600-700メートルの亀裂から溶岩が噴出していると報告された。溶岩流による住民への危険はないものの、噴出する二酸化硫黄による影響が懸念されている。噴火開始と同時期に地震活動は低調となった。また、カトラのような爆発的噴火ではなく溶岩流主体の比較的安全な噴火ということで、国内から見物客が火口周辺に集まり、一種のアトラクションと評されている。3月には火山学者が溶岩流でホットドッグを調理する動画が注目を集めたり、アイスランド国営放送が噴火の様子のライブ配信をネット上で開始した。
4月5日にケルティンカタリル火口の北東約1キロメートルに、長さ数百メートルの割れ目火口（メラタリル (Meradalir) 火口）が出現した。溶岩流は東側に流下し、メラタリル渓谷に溶岩扇状地を形成している。これを受けて、国は火口周辺の立ち入りを制限した。新火口出現直後、合計のマグマ噴出率が10m3/sに増加したが、数時間後に元の5～6m3/sに戻った。4月7日に、メラタリル火口とケルティンカタリル火口の中間に更に新たな割れ目火口が出現。メラタリル火口の噴出率が低下した。また、メラタリル渓谷への溶岩流流出が停止し、溶岩流は再びケルティンカタリル渓谷内に留まるようになった。

### 対応
ファグラダルスフィヤルの噴火を受けて、ケプラヴィーク国際空港の全発着便の運航が取り止めとなった。

## 2023年の噴火
2003年7月4日から火山性地震が増加し7月11日に噴火した。この噴火は以前の噴火口の北東に位置するリトリ・フルトゥール付近で起きた。8月5日に噴火は終わった。11月10日、同エリアでの地震が増加し再び噴火することが懸念された。グリンダヴィークでは住民に避難命令が出され、ブルーラグーンも閉鎖された。